# Mühlehorn

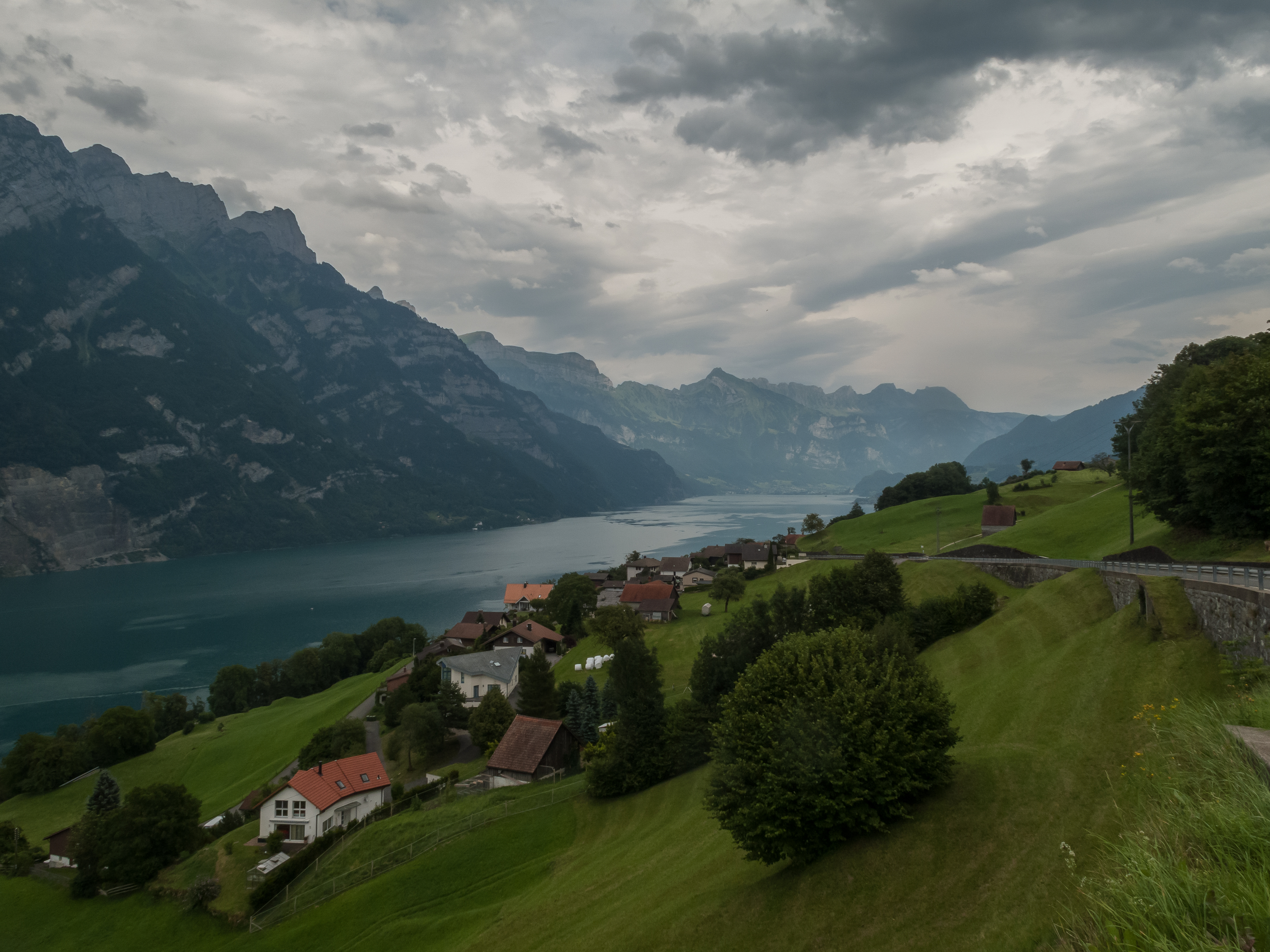
Mühlehorn, dorpszicht met de Walensee op de achtergrond

Mühlehorn is een plaats en voormalige gemeente in het Zwitserse kanton Glarus, en maakt sinds 1 januari 2011 deel uit van de gemeente Glarus Nord.

## Geschiedenis
Mühlehorn is in 1887 als zelfstandige gemeente ontstaan door afsplitsing van de toenmalige zelfstandige gemeente Kerenzen-Mühlehorn.
- Gemeinsame Normdatei: 1073293726
- Historisch woordenboek van Zwitserland: 000775
- Virtual International Authority File: 316740192